# Mario Brkljača
Mario Brkljača (Zagreb, 7 de febrero de 1985) es un exfutbolista croata, que se desempeñaba de Mediocampista central.

## Carrera
Nacido en Zagreb, Brkljača empezó su carrera en su ciudad natal, en el NK Zagreb.
Durante el mercado de invierno de 2008-2009, se unió al Hajduk Split. Luego de una buena temporada, fichó para el club italiano Cagliari Calcio, el 8 de agosto de 2009, a préstamo. Después de un periodo de cesión sin éxito en el club italiano, volvió a Hajduk.
Luego tuvo un buen periodo entre 2011 y 2014 en los clubes Sibir Novosibirsk de Rusia y Mattersburg de Austria, y el 16 de enero de 2015 firmó contrato con CSKA Sofía de Bulgaria.
Luego pasó al NK Krka de la Primera Liga de Eslovenia. En 2016, estuvo a prueba en Defensa y Justicia, de Argentina, y el director técnico Ariel Holan desestimó incorporarlo al club.

## Estadísticas
| Club              | Partidos | Goles | Periodo   |
| ----------------- | -------- | ----- | --------- |
| NK Zagreb         | 128      | 12    | 2004-2009 |
| Hajduk Split      | 5        | 0     | 2009      |
| Cagliari (cedido) | 0        | 0     | 2009      |
| Hajduk Split      | 32       | 5     | 2009-2011 |
| Sibir Novosibirsk | 36       | 0     | 2011-2013 |
| SV Mattersburg    | 12       | 1     | 2014      |
| CSKA Sofia        | 7        | 0     | 2015      |
| NK Krka           | 11       | 0     | 2015-2016 |

- [1]